# Типтън (окръг, Тенеси)
Окръг Типтън (на английски: Tipton County) е окръг в щата Тенеси, Съединени американски щати. Площта му е 1230 km², а населението – 51 271 души (2000). Административен център е град Ковингтън.